# Gluta renghas
Gluta renghas là một loài thực vật có hoa trong họ Đào lộn hột. Loài này được L. mô tả khoa học đầu tiên năm 1771.

## Hình ảnh

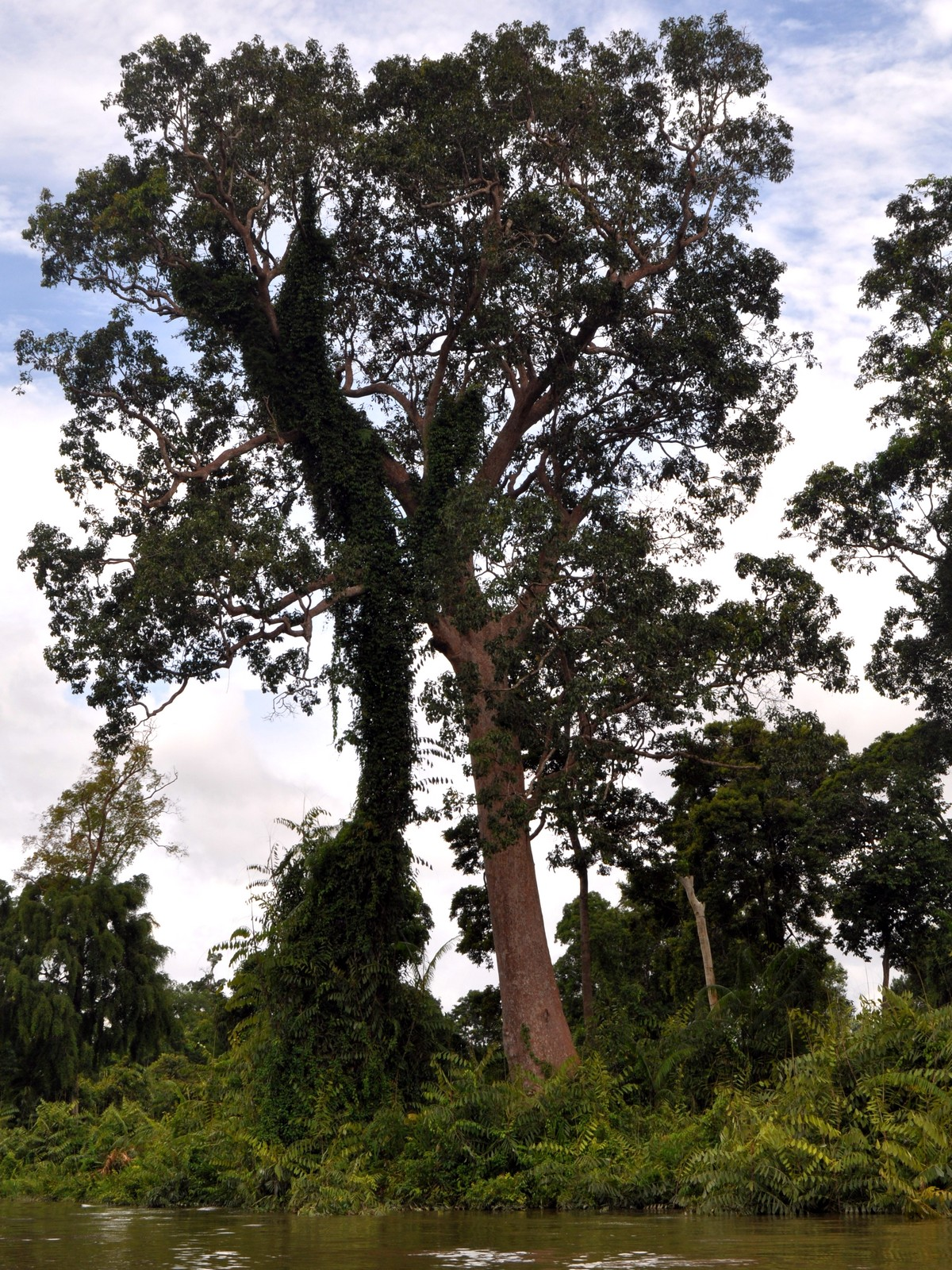
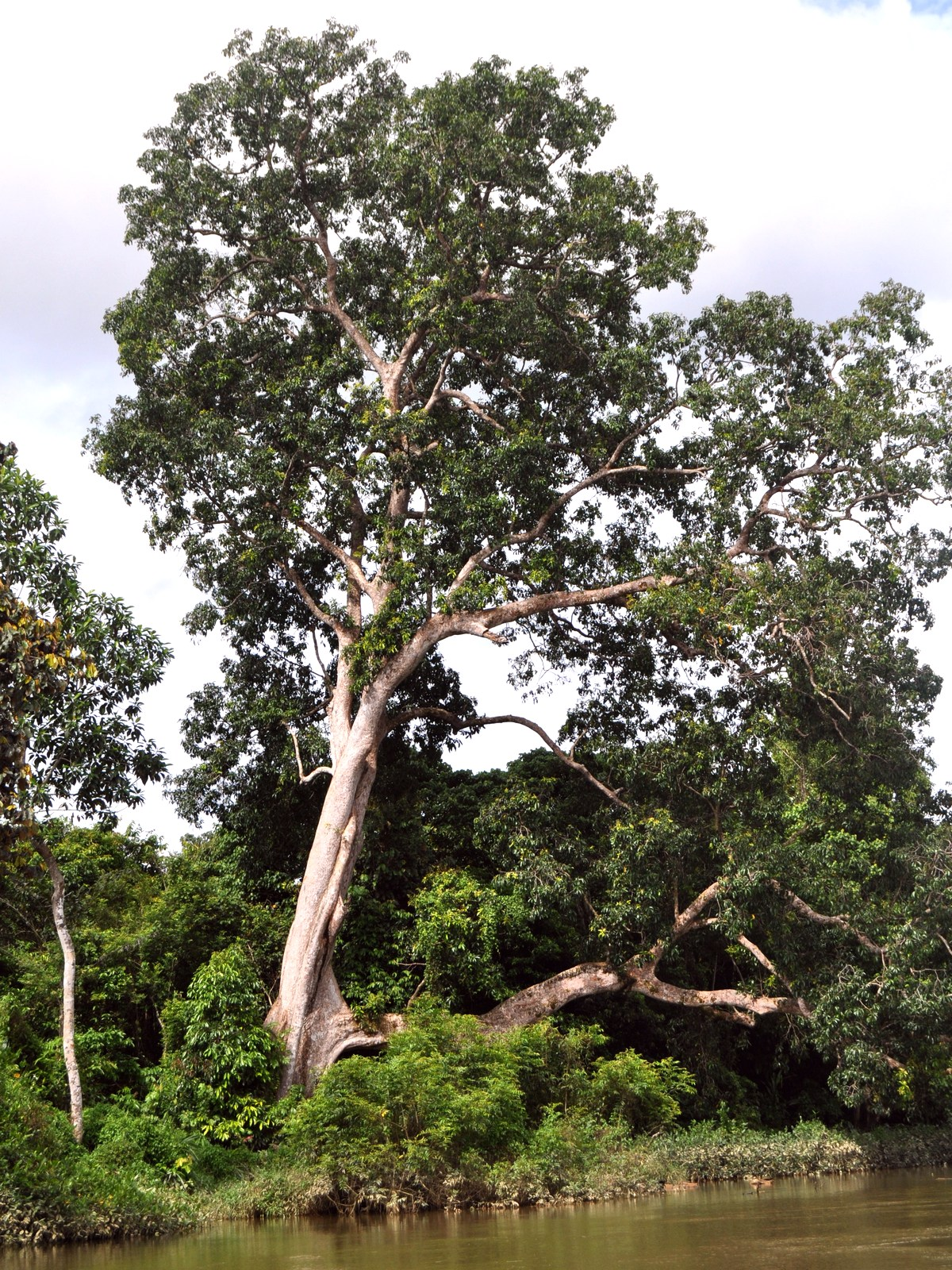